# Chrysler 300 (2011)
Der Chrysler 300 war ein zwischen 2011 und 2023 angebotenes PKW-Modell in der oberen Mittelklasse der Automarke Chrysler.
In Europa wurde das Modell von Herbst 2011 bis Oktober 2014 als Lancia Thema angeboten. In den USA wurde das Modell weiterhin in einem Facelift als Chrysler 300 bzw. 300C ab dem Modelljahr 2015 gebaut und vertrieben. Am 9. Dezember 2023 lief der letzte 300C im Stellantis Werk Brampton Assembly, Kanada vom Band.

## Modellgeschichte
Erstmals öffentlich gezeigt wurde das Fahrzeug formal auf der North American International Auto Show (NAIAS) 2011. Die Markteinführung in Nordamerika (als zweite Generation und damit Nachfolger des 2004 vorgestellten Chrysler 300) erfolgte Anfang 2011. Ende 2014 erhielt das Fahrzeug ein Facelift, das erstmals auf der LA Auto Show gezeigt wurde.
Von Herbst 2011 bis Oktober 2014 wurde das Modell als Lancia Thema auch in Europa angeboten, womit es als Nachfolger des ausgelaufenen Lancia Thesis galt. Ausnahmen waren Russland, die Ukraine, das Vereinigte Königreich und Irland, wo er als Chrysler 300C angeboten wurde.
Im September 2022 wurde der 300 in Detroit nochmals mit dem 6,4-Liter-Hemi-Motor als 300C vorgestellt. Er war als limitiertes Sondermodell nur für das Modelljahr 2023 erhältlich (2000 Exemplare für die USA, 200 für Kanada). Danach wurde die Produktion des 300 eingestellt. Ein Nachfolger wurde bislang noch nicht präsentiert.

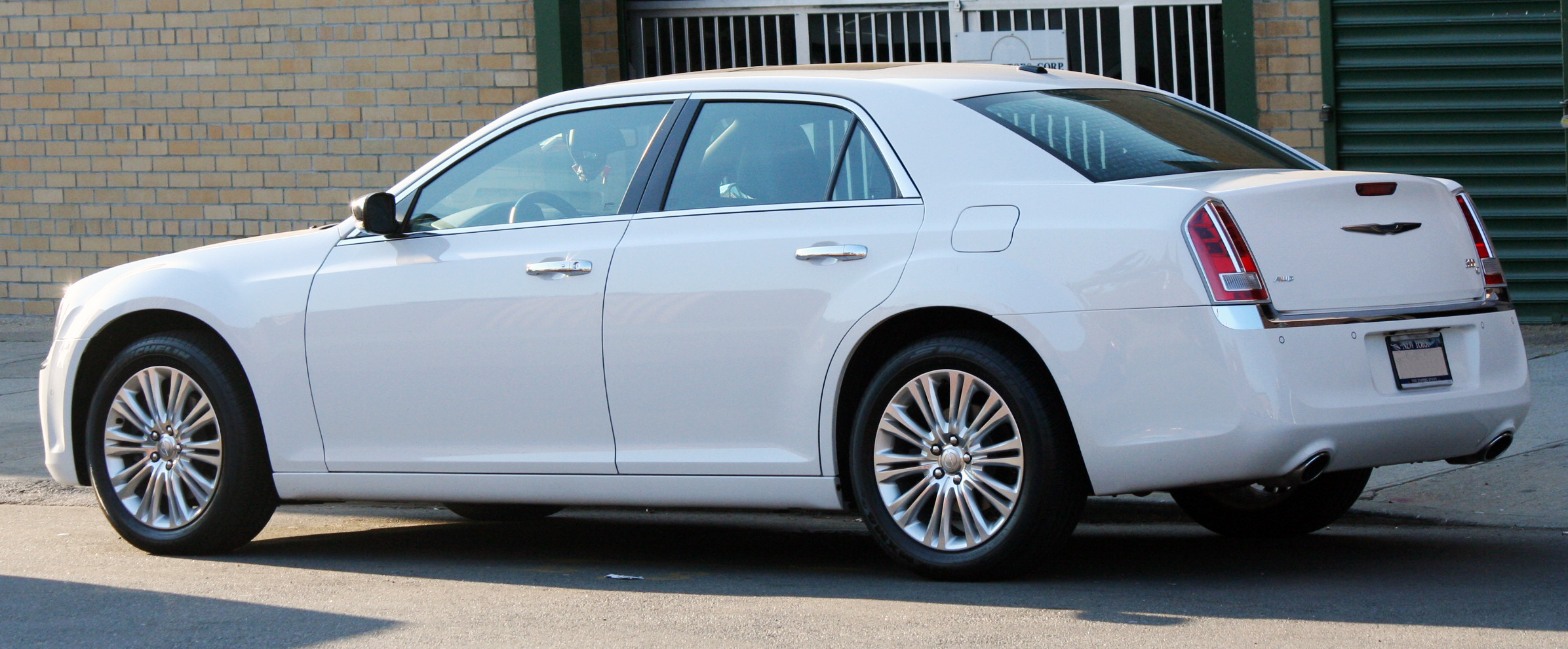
Heckansicht
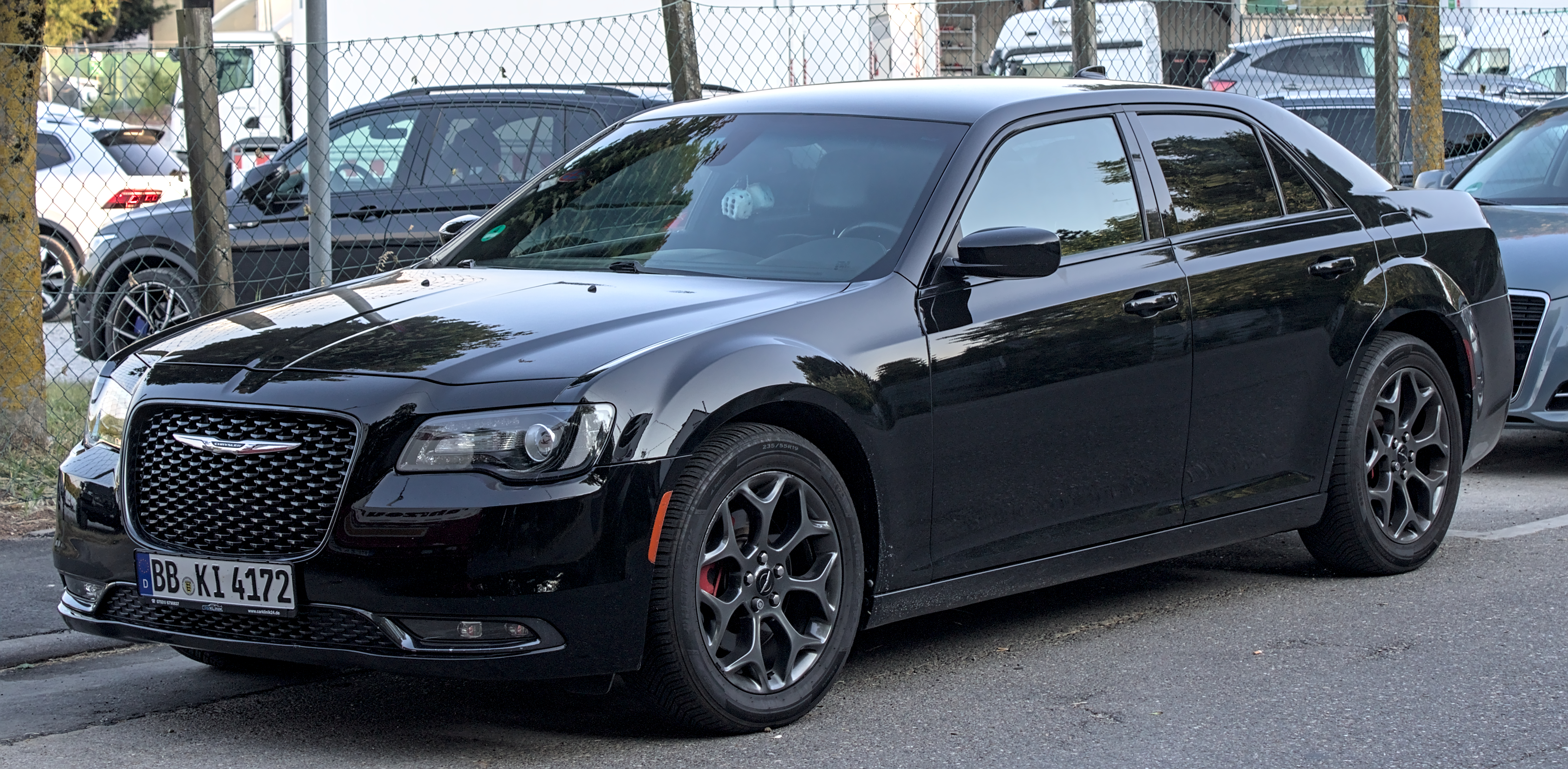
Chrysler 300S (2014–2022)
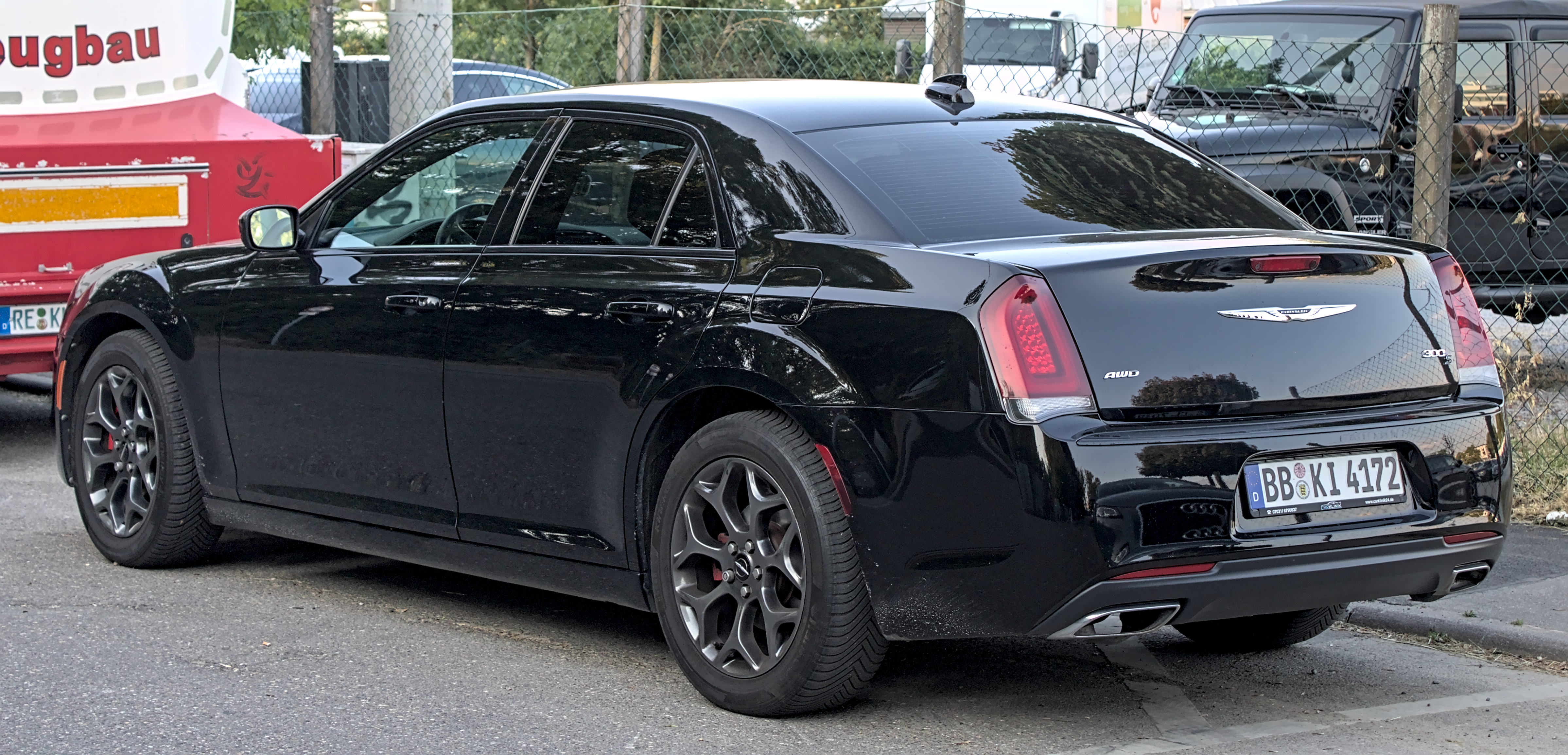
Heckansicht
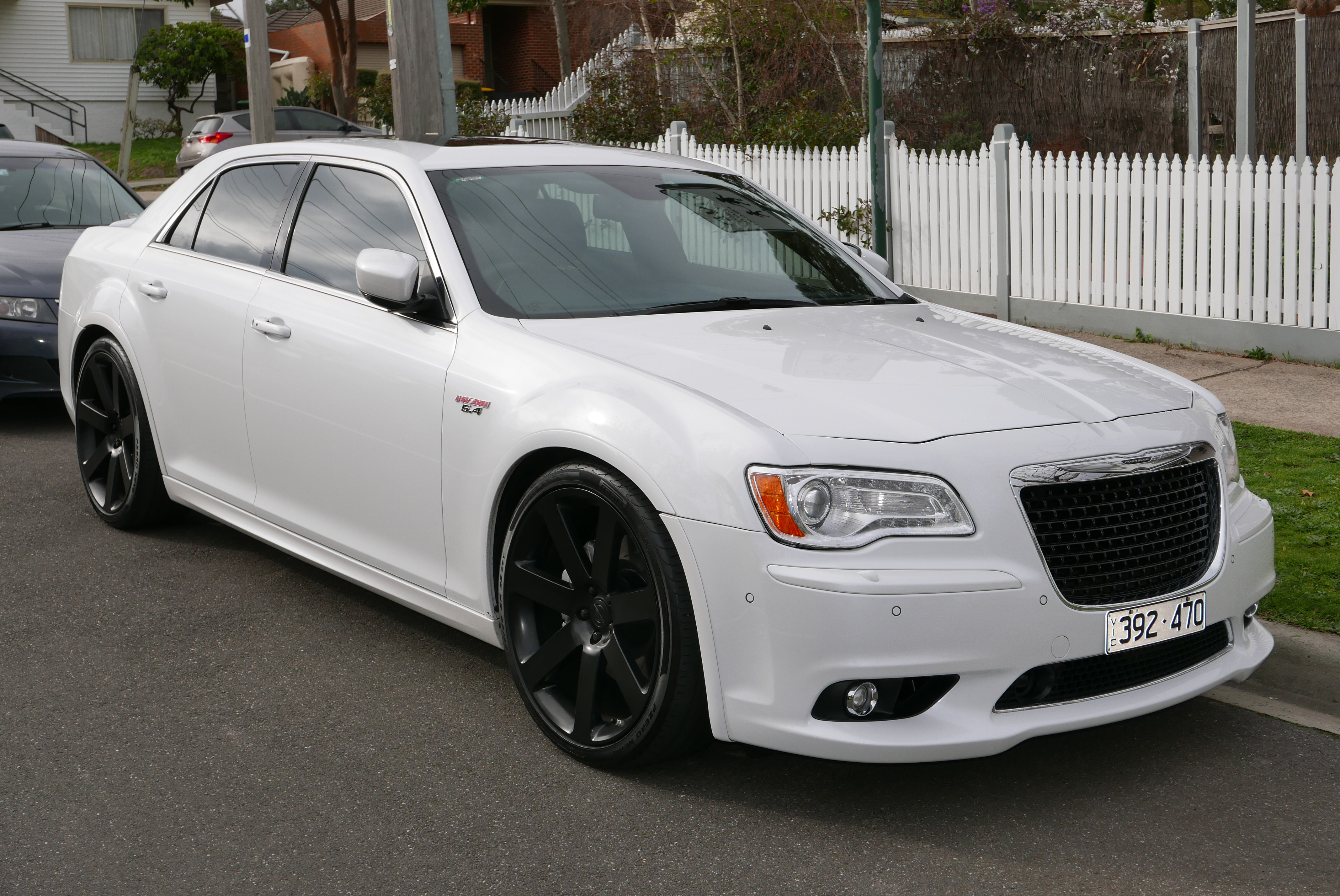
Chrysler 300 SRT8 (2014–2022)
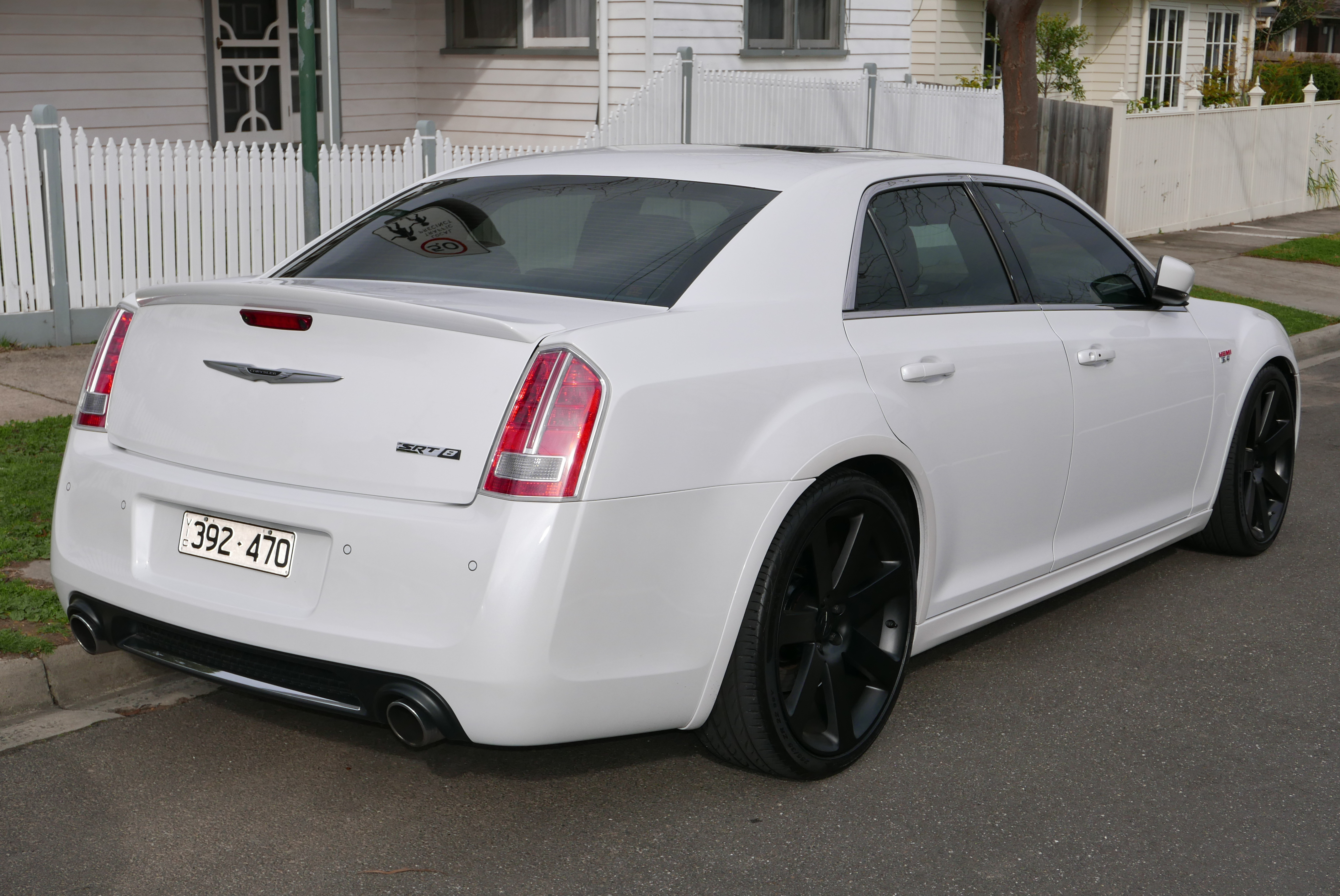
Heckansicht
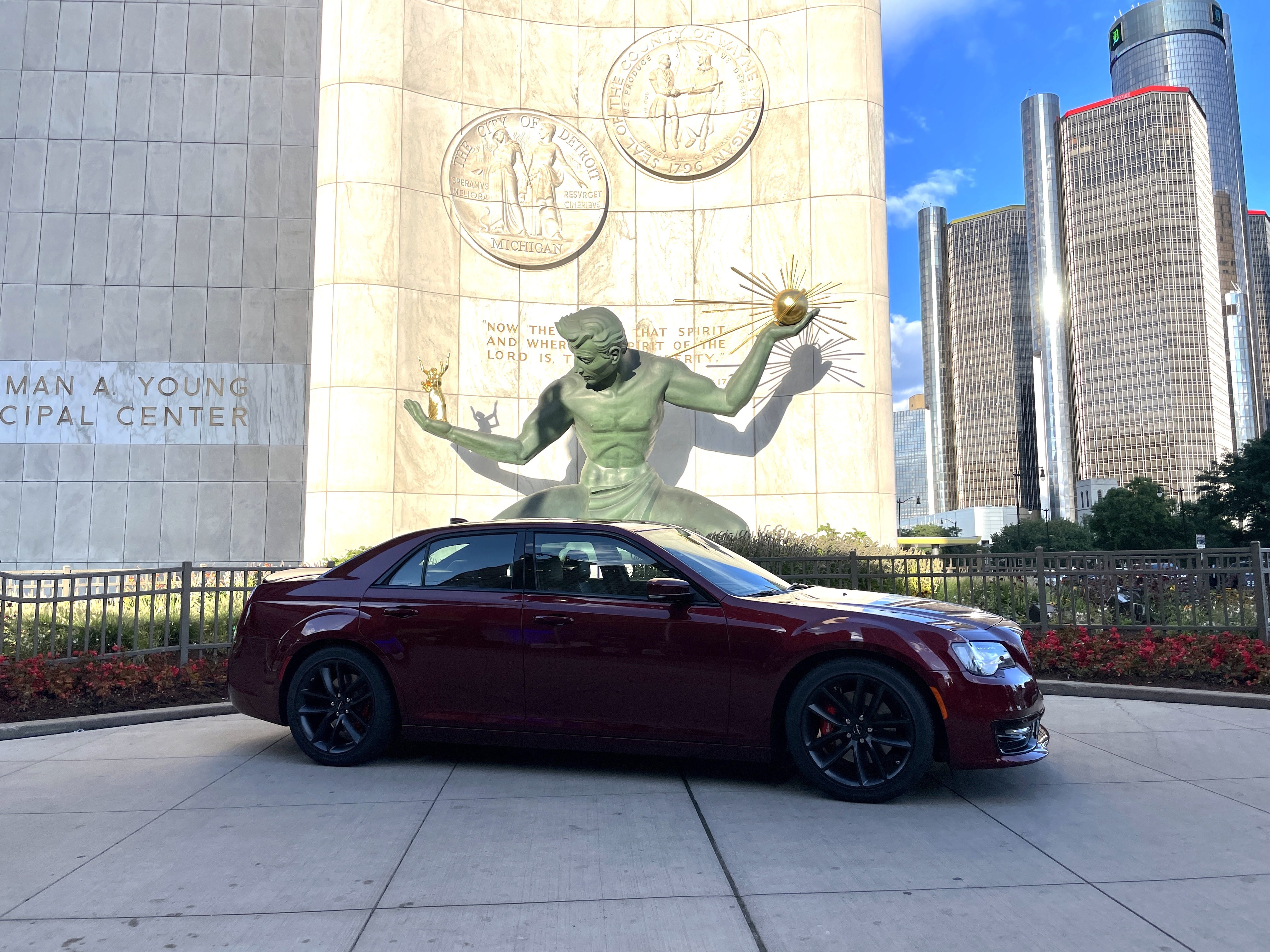
Chrysler 300C (2022–2023)
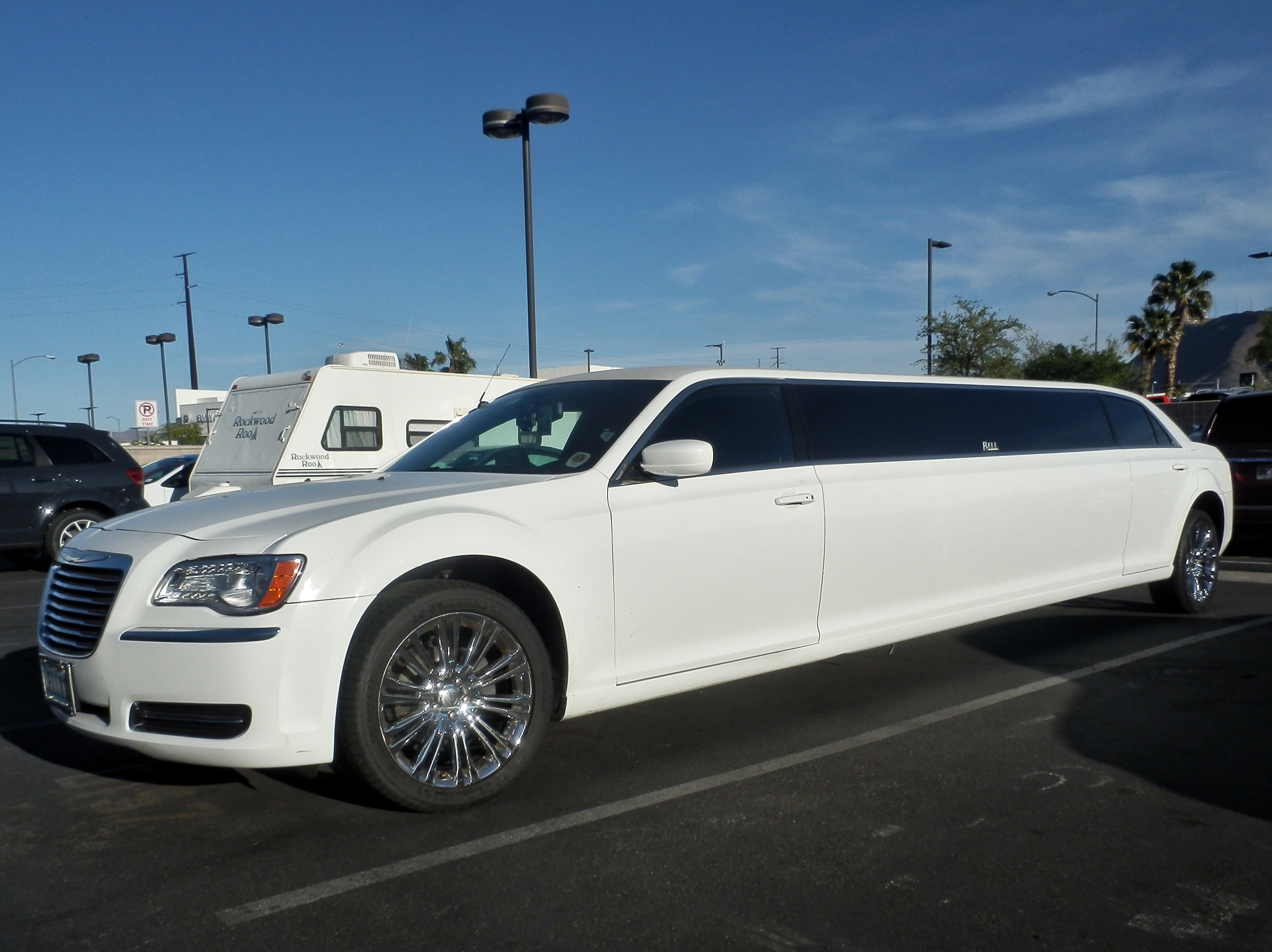
Stretchlimousine
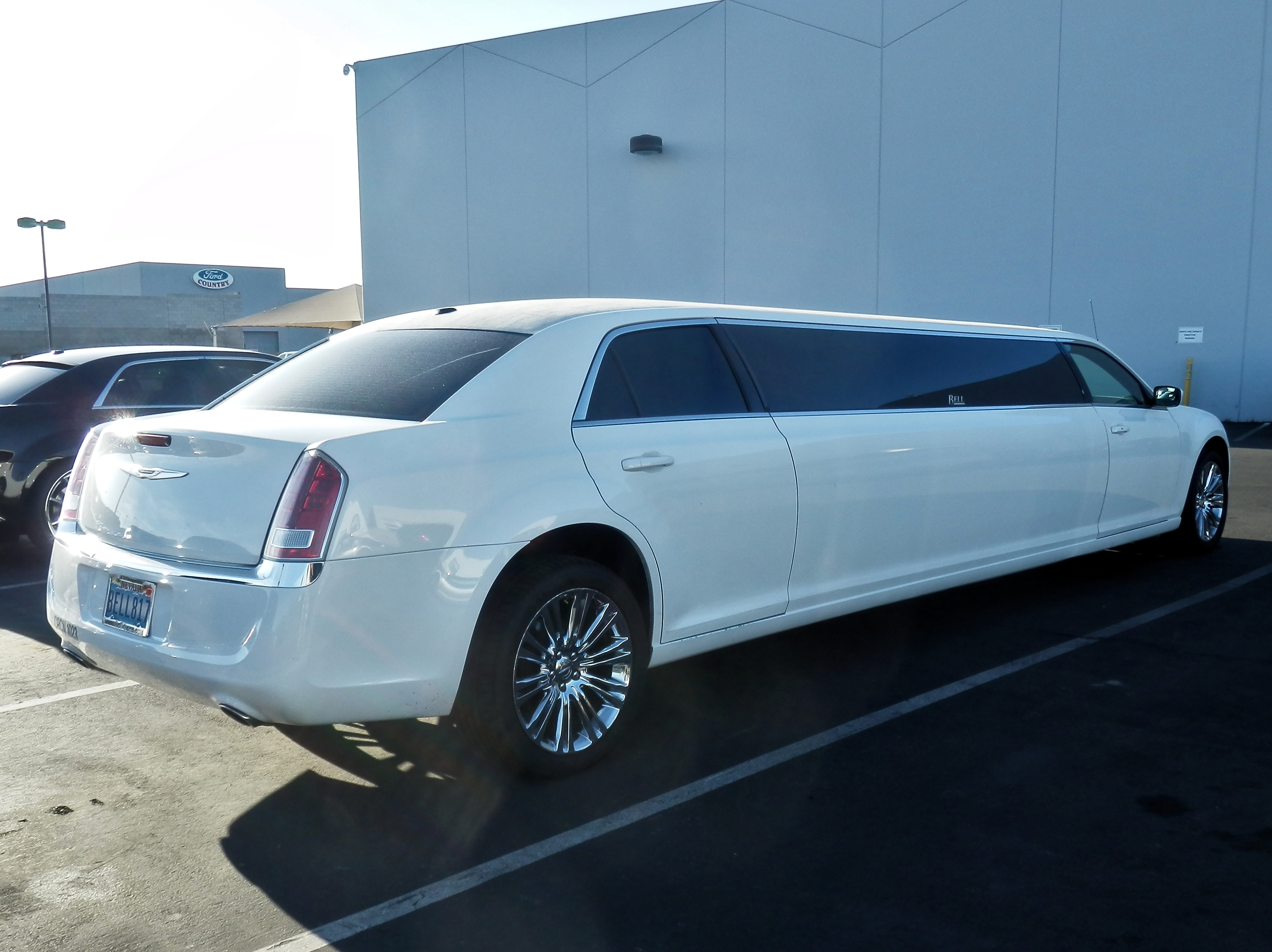
Heckansicht

## Design
Die Karosserie mit der hohen Gürtellinie ist vom Modell vor der Überarbeitung beeinflusst, die Rundumsicht soll jedoch um 15 % verbessert worden sein. Auch die Front steht in der Designtradition von Chrysler. Die zu den Heckleuchten gezogenen angedeuteten Heckflossen sind an Vorgängermodellen aus den 1950er Jahren angelehnt. Ein weiterer Einfluss ist das Konzeptfahrzeug Chrysler 200C EV das 2009 präsentiert wurde.
Das Interieur des 300 ist in zwei Lederausstattungen erhältlich, eine mit Nappaleder und eine von Poltrona Frau. Serienmäßig sind Stoffsitze.

## Motoren
In den USA und Australien wurde der Wagen mit Ottomotoren aus der „Pentastar“- und der „Hemi“-Motorenfamile von Chrysler angeboten. 2014 wurde die SRT-8 Version in Nordamerika aus dem Programm genommen, wohingegen sie in Australien und dem Nahen Osten noch bis 2021 weiterverkauft wurde (hier unter dem Namen 300 SRT). Von 2011 bis 2013 war außerdem ein V6-Turbodiesel erhältlich.
Für das Modelljahr 2023 wurde der 6,4-Liter-Hemi-Motor nochmals im limitierten 300C angeboten, bevor die Produktion eingestellt wurde. Er leistet hier nun 492 PS (362 kW) und hat ein maximales Drehmoment von 644 Nm.
In China war der 300 auch mit einem 3,0-Liter-V6-Ottomotor erhältlich.
In Russland, der Ukraine, dem Vereinigten Königreich und Irland sowie in Korea war der 300 auch mit den Motorisierungen des Schwestermodells Lancia Thema erhältlich.

## Technik und Produktion
Die technische Basis bildet die überarbeitete LX-Plattform von Chrysler. Wie das Vorgängermodell wird das Fahrzeug in Brampton (Ontario) in Kanada gebaut. Der Produktionsstart war am 7. Januar 2011.

## Sicherheit
Aufgrund neuer Vorschriften bei Überschlagstests wurden die Fahrzeugsäulen gegenüber dem Vorgängermodell durch Verwendung von hochfesten Stählen verstärkt.
Vom IIHS wurde der auf derselben Plattform basierende Dodge Charger des Modelljahrs 2011 im Crashversuch „Moderate overlap front“ mit „Good“ bewertet.
Beim US-NCAP-Crashtest ist die Gesamtwertung für das Fahrzeug des Modelljahrs 2012 fünf Sterne und für das des Modelljahrs 2016 vier Sterne.

## Technische Daten
| Modell             | Motorart    | Motorbauart | Hubraum cm³ | max. Leistung kW (PS) bei min−1 | max. Drehmoment Nm bei min−1 | Beschleunigung, 0–100 km/h | Höchstgeschwindigkeit | Getriebe                                                       | Bauzeit   |
| ------------------ | ----------- | ----------- | ----------- | ------------------------------- | ---------------------------- | -------------------------- | --------------------- | -------------------------------------------------------------- | --------- |
| 3.0 V6 (1)         | Ottomotor   | V6          | 2985        | 172 (234) / 6350                | 285 / 4400                   | -                          | ca. 210–220 km/h      | 8-Stufen-Automatikgetriebe                                     | 2014–2023 |
| 3.6 V6             | Ottomotor   | V6          | 3604        | 210 (286) / 6350                | 340 / 4300                   | 7,7 s                      | 240 km/h              | 8-Stufen-Automatikgetriebe                                     | 2011–2023 |
| 5.7 Hemi-V8        | Ottomotor   | V8          | 5654        | 259 (352) / 5200                | 520 / 4200                   |                            | 250 km/h              | 5-Stufen-Automatikgetriebe ab 2015: 8-Stufen-Automatikgetriebe | 2011–2023 |
| 6.4 Hemi-V8 SRT8   | Ottomotor   | V8          | 6417        | 350 (476) / 6150                | 637 / 4250                   | 4,0 s                      | 282 km/h              | 2012–2021                                                      |           |
| 6.4 Hemi-V8 (300C) | Ottomotor   | V8          | 6417        | 362 (492) / 6150                | 644 / 4250                   |                            | 257 km/h              | 8-Stufen-Automatikgetriebe                                     | 2022–2023 |
| 3.0 CRD            | Dieselmotor | V6          | 2987        | 176 (239) / 4000                | 550 / 1800–2800              | 7,8 s                      | 230 km/h              | 5-Stufen-Automatikgetriebe                                     | 2011–2013 |

Anmerkung:

## Medienauftritte
Seit Folge 50 (5. Staffel) der Fernsehserie Breaking Bad fährt die Hauptperson Walter White einen 2012er Chrysler 300 SRT-8.